# Fen (veter)
Fen (veter) je topel, suh, sunkovit veter, ki piha z gorskih pobočji navzdol v zavetrne doline predvsem srednje Evrope. Izvorno je beseda fen označevala samo veter v Alpah, sedaj pa ga poznamo v glavnem v alpskem
in predalpskem svetu. Pojavlja se tudi ob Dinarski pregradi.

Princip njegovega delovanja je bil objasnjen že v sredini 19. stoletja.

## Nastanek
Fen v glavnem ločujemo na severni in južni fen. Oba nastajata v srednjeevropskem vremenskem prostoru. Severni fen se pojavlja, ko imamo področje z nizkim zračnim tlakom nad Sredozemljem, istočasno pa se nad Evropo
zadržuje področje visokega zračnega tlaka. Južni fen, imenovan tudi dinarski gorski fen, pa se pojavlja tedaj, ko se nizek zračni tlak nahaja predvsem nad severovzhodno Evropo, medtem ko je nad Sredozemljem visok zračni tlak.
Za nastanek fena je potrebno, da so na obeh straneh gorskega masiva različne vrednosti zračnega tlaka. Horizontalni gradient zračnega tlaka povzroča, da se zrak premika s kraja višjega zračnega tlaka na eni strani gorskega masiva na drugo, kjer je zračni tlak nižji. Tokovi fena so posledica psevdoadiabatičnega delovanja. 

Zrak, ki se dviguje na privetrni strani (to še ni fen), se počasi ohlaja po suhoadiabatičnem gradientu (~ 1 °C . 100 m−1). Zrak pri ohlajanju postaja vlažnejši in tudi bolj nasičen in ko doseže nivo konzenzacije (stanje nasičenosti) se dalje ohlaja po vlažnoadaibatičnem gradientu (~ 0,6 °C . 100 m−1). Pri tem slednjem procesu nastajajo oblaki, iz katerih na privetrni strani gorske pregrade padajo atmosferske padavine. Tako zrak zopet postane suh, izrazito se zniža njegova relativna vlažnost. Ko pride zračna masa do vrha orografske pregrade, se nato usmeri v zavetrno dolino na drugi strani. Takrat veter postane fen. Ves čas, ko piha navzdol po zavetrni strani v dolino, se otopljuje po suhoadiabatičnem gradientu. Običajno zračne mase v obliki fena ob spuščanju postanejo toplejše in bolj suhe, kot so bile pred začetkom svojega gibanja navzgor na privetrni strani tega gorskega masiva 

## Fen v naših krajih
Na Slovenskem se fen pojavlja v dolini Save Bohinjke, pod Karavankami in v Kamniško-Savinjskih Alpah, pod Pohorjem, v dolini Krke, pa tudi drugje.

## Nevarnost
Fen lahko sproži tudi številne plazove v zimskem času, ali pa vpliva na počutje in zdravstveno stanje ljudi.

## Vpliv fena na zdravje in počutje
Fen povzroča  tipična bolezenska stanja, ki se odražajo  na mnogih ljudeh. To se kaže na številne načine, od apatije pa do prepirljivosti.  Ostali simptomi so: nekontrolirano krčenje mišic, divje utripanje srca, glavoboli, porast srčnih bolezni. Fenska bolezen se pojavi večinsko, ko fen že piha iz višin, hladen zrak pa se še zadržuje v dolinah. Bolezni so v zaprtih prostorih enako efektivne kot na prostem. Efekti fena na človeški organizem naj bi se prenašali preko vegetativnega živčnega sistema. Trenutno še ne vemo zagotovo, kaj je pravi vzrok bolezenskih stanj, povezanih s fenom. Predvideva se , da so povezana z nihanjem pritiska, zaradi »prehitevanja«, izpodrivanja hladnega zraka v zavetrnih dolinah ali pa zaradi visokofrekvenčne radiacije, ki povzroča pregrado med hladnim zrakom in tokom fenskega toplega zraka nad njim. Nihanja atmosferskega električnega polja določenih frekvenc imajo učinek tudi v zaprtih prostorih. Fiziološki učinki fena so zabeleženi bolj kot ne zgolj na severni strani Alp in se tičejo južnega fena.  Potrebno pa bo še ugotoviti, ali tudi severni fen na južni strani Alp povzroča podobne učinke.